# Preseka, Kărdjali
Preseka (în bulgară Пресека) este un sat în comuna Kirkovo, regiunea Kărdjali,  Bulgaria.

## Demografie
Componența etnică a satului Preseka
     Turci (96,11%)
     Nicio identificare (3,88%)
     Altele (0%)
La recensământul din 2011, populația satului Preseka era de 335 locuitori. Din punct de vedere etnic, majoritatea locuitorilor (96,11%) erau turci. Pentru 3,88% din locuitori nu este cunoscută apartenența etnică.